# ویلیام اچ. میلتون

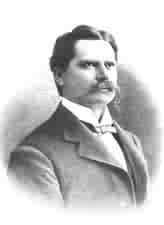
پرتره‌ای از چهرهٔ ویلیام اچ. میلتون

ویلیام اچ. میلتون (به انگلیسی: William H. Milton) سناتور سابق عضو حزب دموکرات ایالات متحده آمریکا بود. او در سال ۱۹۰۸ تا ۱۹۰۹ میلادی سناتور ایالت فلوریدا در سنای ایالات متحده آمریکا بود.